# CemAir
CemAir ist  eine südafrikanische Charter- und Linienfluggesellschaft mit Sitz in Johannesburg und Basis auf dem Flughafen O. R. Tambo. 

## Geschichte
CemAir wurde 2002 gegründet und nahm den Betrieb mit einer Cessna 208B Grand Caravan auf. Nach und nach kamen größere Flugzeuge zur Flotte hinzu. Im Jahr 2011 wurden die Grand Caravan ausgemustert.
Anfang Februar 2018 wurde über CemAir ein Flugverbot verhängt, das wenig später wieder aufgehoben wurde. Am 13. Dezember 2018 wurde Cem Air erneut gegroundet. Nachdem die Gesellschaft den Behördenentscheid vor Gericht angefochten hatte, erhielt sie die Fluglizenz zurück. Am 11. Januar 2019 wurde die Fluggesellschaft erneut gegroundet. Im Oktober 2019 erhielt sie erneut alle nötigen Lizenzen zum Betrieb von Charter- und Linienflügen.
Die Aufnahme der ersten internationalen Verbindung, von Johannesburg nach Luanda in Angola fand im März 2021 statt. Seitdem sind noch Lusaka und Livingstone in Sambia hinzugekommen. Weitere Flugrechte wurden bereits für die Strecken von Johannesburg nach Gaborone (Botswana), Maputo (Mosambik), Ndola (Sambia) und Lagos (Nigeria) genehmigt.
CemAir nutzt das eigene Vielfliegersystem Skyrewards.

## Flotte
Mit Stand April 2023  besteht die Flotte der CemAir aus 20 Flugzeugen mit einem Durchschnittsalter von 19,1 Jahren.
| Flugzeugtyp            | Anzahl | bestellt | Anmerkungen  | Sitzplätze (Eco+/Eco) |
| ---------------------- | ------ | -------- | ------------ | --------------------- |
| Bombardier CRJ-100     | 04     |          | zwei inaktiv | 50                    |
| Bombardier CRJ-200     | 02     |          |              | 50                    |
| Bombardier CRJ-700     | 02     |          | eine inaktiv | 90                    |
| Bombardier CRJ-900     | 05     |          |              | 90                    |
| De Havilland DHC-8-100 | 01     |          |              | 90                    |
| De Havilland DHC-8-300 | 02     |          |              | 56                    |
| De Havilland DHC-8-400 | 04     |          |              | 90                    |
| Gesamt                 | 20     | -        |              |                       |

## Ehemalige Flugzeugtypen
- Beech 1900D